# Chevagny-les-Chevrières
Chevagny-les-Chevrières is een gemeente in het Franse departement Saône-et-Loire (regio Bourgogne-Franche-Comté) en telt 403 inwoners (1999). De plaats maakt deel uit van het arrondissement Mâcon.

## Geografie
De oppervlakte van Chevagny-les-Chevrières bedraagt 3,8 km², de bevolkingsdichtheid is 106,1 inwoners per km².
De onderstaande kaart toont de ligging van Chevagny-les-Chevrières met de belangrijkste infrastructuur en aangrenzende gemeenten.

## Demografie
Onderstaande figuur toont het verloop van het inwonertal (bron: INSEE-tellingen).

1. ↑  Populations de référence 2022.